# (1517) Beograd
(1517) Beograd ist ein Asteroid im Asteroidengürtel zwischen Mars und Jupiter. Er wurde am 28. März 1938 von dem Astronomen Milorad B. Protić entdeckt und von ihm nach seiner Geburtsstadt Belgrad benannt.
Sein Durchmesser beträgt etwa 36 km. Er hat mit dem Exzentrizitätswert 0,042 eine kleinere Exzentrizität. Die Neigung seiner Bahnebene von etwa 5° zur Referenzebene ist für seine Größe gering.

## Einzelnachweis
1. ↑  Lutz D. Schmadel: Dictionary of minor planet names (6th Edition). 2 Bände, Springer Verlag, Berlin/Heidelberg 2012, ISBN 978-3-642-29717-5, S. 117; MPC 2277